# Vittima degli eventi
Vittima degli eventi è un film del 2014 diretto da Claudio Di Biagio e basato sul fumetto italiano Dylan Dog.

## Trama
Adele sta passeggiando con suo fratello su Ponte Sant'Angelo, quando è vittima di un'agghiacciante apparizione. La ragazza deciderà di rivolgersi a Dylan Dog, l'indagatore dell'incubo (trasferitosi in Italia), e al suo assistente Groucho, per cercare una spiegazione alle sue ricorrenti visioni.

## Produzione
Il film è un mediometraggio finanziato tramite un'operazione di crowdfunding lanciata su Indiegogo da Claudio Di Biagio e Luca Vecchi, in collaborazione con The Jackal.
Il creatore di Dylan Dog Tiziano Sclavi, venuto a conoscenza del progetto quando ancora stava muovendo i suoi primi passi, aveva contattato Claudio Di Biagio e Luca Vecchi inviando loro una mail, ma i due, credendo si trattasse di uno scherzo, la cestinarono.

## Distribuzione
Il 24 ottobre 2014 è stato presentato in anteprima al MAXXI, in occasione di Wired Next Cinema, all'interno del Festival internazionale del film di Roma.
Successivamente è stato proiettato a Cinecittà World, a Lucca Comics & Games, a I 400 Corti Film Fest e, esclusivamente per i donatori, a Roma, Napoli e Milano.
Il film è disponibile sul canale YouTube dei The Jackal dal 2 novembre 2014.

## Accoglienza
Roberto Recchioni, all'epoca curatore di Dylan Dog, ha assistito alla prima e, mantenendo le dovute distanze (i diritti cinematografici non appartengono alla Bonelli, che non è legata al film) ha detto di essersi divertito e di aver apprezzato il rispetto per il personaggio e l'attenzione per i dettagli.
Pur con qualche riserva relativamente a soggetto e sceneggiatura, commenti positivi sono arrivati anche dai siti italiani BadTaste.it, Fumettologica e Comingsoon.it.